# Muškarac koji mrzi žene
Muškarac koji mrzi zene è un singolo della cantante serba Jelena Karleuša, pubblicato il 4 gennaio 2012 come secondo estratto dall'album in studio Diva.